# Spilarctia hosei
Spilarctia hosei là một loài bướm đêm thuộc phân họ Arctiinae, họ Erebidae.